# Dakhlet Nouadhibou
Dakhlet Nouadhibou (arabisch ولاية داخلة نواذيبو, DMG Wilāyat Dāḫilat Nawāḏībū) ist die westlichste Verwaltungsregion (wilaya) von Mauretanien.
Das Gebiet erstreckt sich über eine fast dreieckige, relativ kleine Fläche im Westen des Landes und grenzt an die Verwaltungsregion Inchiri im Süden und Osten, an Adrar im Osten, an die Westsahara im Norden und an den Atlantischen Ozean im Westen.
Hauptstadt der Region ist Nouadhibou. Sie gliedert sich in zwei Départements: Nouadhibou und Chami. Neben den Stadtgemeinden Nouadhibou und Chami gibt es weitere vier Gemeinden mit bis zu 4000 Einwohnern: Boulenouar, Inal, Nouamghar und Tmeimichatt.
Östlich der Halbinsel Ras Nouadhibou innerhalb der Verwaltungsregion befindet sich der Schiffsfriedhof von Nouadhibou.
Die Bevölkerungszahl der Region hat in den Jahren 2000 bis 2023 von 79.516 auf 184.459 Einwohner zugenommen.

## Geschichte
Während der mauretanischen Besetzung der südlichen Westsahara von 1976 bis 1979 waren der Region noch die Gebiete um die beiden Siedlungen La Gouira im Westen und Bir Gandouz im Norden von Nouadhibou angegliedert. Ursprünglich bestand Dakhlet Nouadhibou aus nur einem Département, dem Département Nouadhibou.